# إيفان دزيوبا
إيفان ميخايلوفيتش دزيوبا (بالأوكرانية: Іва́н Миха́йлович Дзю́ба) (26 يوليو 1931 - 22 فبراير 2022) ناقد أدبي وناشط اجتماعي ومنشق وبطل أوكرانيا وأكاديمي للأكاديمية الوطنية للعلوم في أوكرانيا، ووزير الثقافة الثاني لأوكرانيا (1992-1994)، ورئيس لجنة جائزة شيفتشينكو الوطنية (1999-2001).
كان رئيسًا مشاركًا لهيئة تحرير موسوعة أوكرانيا الحديثة.
كان رئيس تحرير مجلة «الحداثة» (بالأوكرانية: Сучасність)، وخلال التسعينيات، كان عضوًا في هيئة تحرير عدد من المجلات العلمية.

## مسيرته

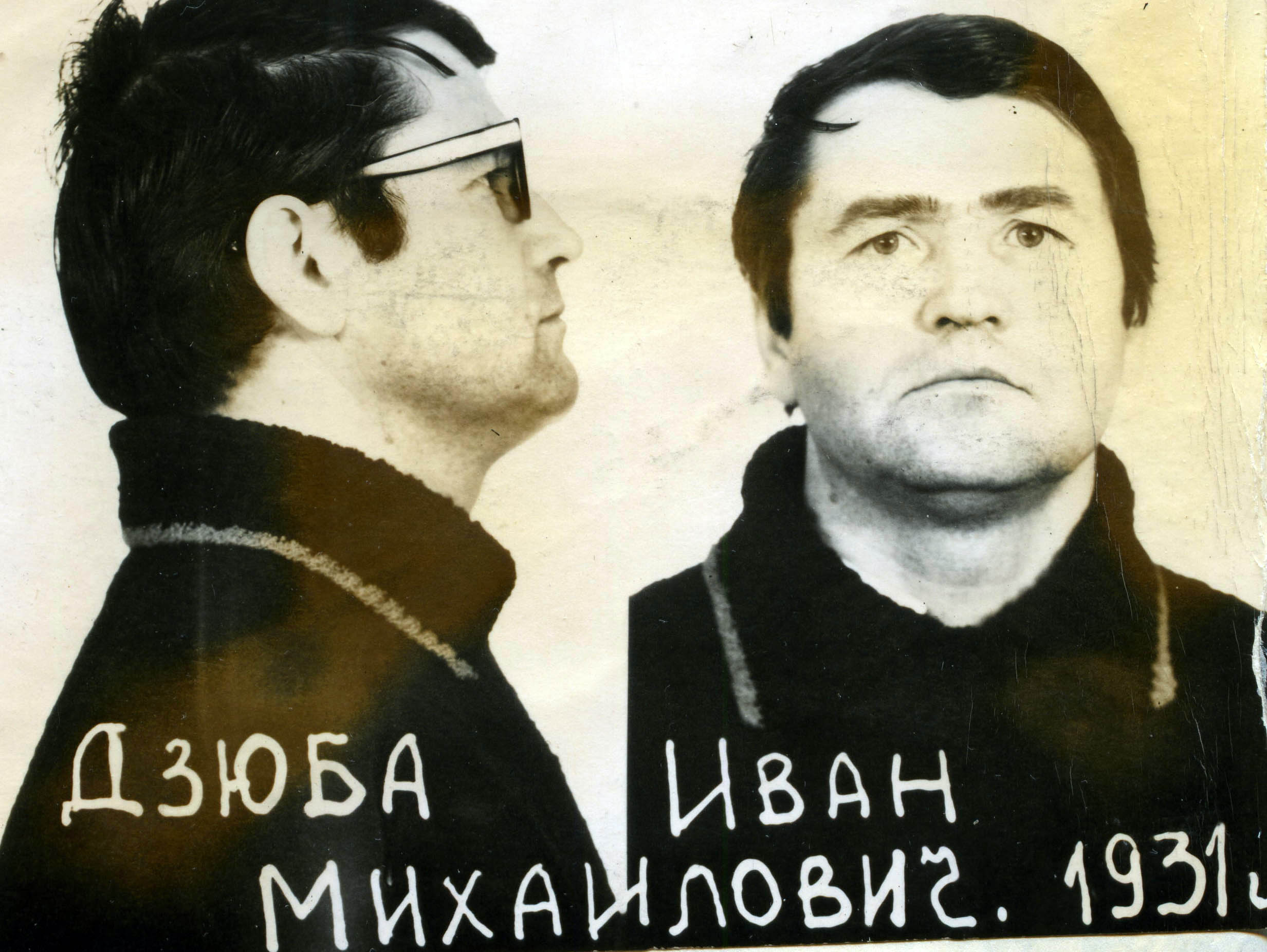
الصورة الرسمية لدزيوبا بعد اعتقاله

ولد لعائلة من الفلاحين، حتى سن 17 عامًا، كان دزيوبا يتحدث فقط باللغة الروسية.
في عام 1932، هربت عائلته من مجاعة هولودومور، وانتقلت من قريتهم إلى قرية العمال المجاورة نوفوترويتسك لفترة قصيرة. في وقت لاحق، انتقلوا إلى دوكوتشيفسك ‏، حيث أنهى دزيوبا المدرسة الثانوية.
تخرج من جامعة دونيتسك الوطنية، وتابع دراساته العليا في معهد شيفتشينكو للأدب. نُشر عمله لأول مرة عام 1959.
تعرض في السبعينيات للاضطهاد السياسي بسبب الآراء التي أعرب عنها في بعض المنشورات.
في نهاية عام 1965 كتب دزيوبا عمله (أممية أم ترويس؟) (بالأوكرانية: Інтернаціоналізм чи русифікація?)، تناول المشاكل التي تهدد العلاقات الوطنية في المجتمع الاشتراكي، والتي أرسلها إلى السلطات الشيوعية. قامت لجنة خاصة من اللجنة المركزية للحزب الشيوعي الأوكراني بفحص النص وقررت أنه «هراء على الواقع السوفيتي والسياسة الوطنيةللحزب الشيوعي وممارسة البناء الشيوعي في اتحاد الجمهوريات الاشتراكية السوفياتية». واتهمت السلطات دزيوبا بتقويض الصداقة السوفيتية بين الشعوب وإذكاء الكراهية بين الشعبين الأوكراني والروسي. في عام 1972 حكم عليه بالسجن 5 سنوات والنفي 5 سنوات. في وقت لاحق طلب العفو وبعد 18 شهرًا في السجن تم العفو عن دزيوبا وتم توظيفه للعمل في صحيفة «مصنع أنتونوف التسلسلي» (بالأوكرانية: Серійний завод «Антонов»).
بعد تغيير الوضع السياسي في الاتحاد السوفيتي والانتقال إلى أوكرانيا المستقلة، أصبح دزيوبا شائعًا. أصبح أحد مؤسسي الحركة الشعبية لأوكرانيا ‏. منذ عام 1991، كان دزيوبا الناشر الرئيسي لمجلة (Suchasnist).
حاز على جائزة شيفتشينكو، وجائزة أو.بيليتسكي، وجائزة صندوق أنتونوفيتش الدولية، وجائزة فولوديمير فيرنادسكي.
توفي دزيوبا في كييف في 22 فبراير 2022 عن عمر يناهز 90 عامًا.